# Kolejowa wieża ciśnień w Głownie
Kolejowa wieża ciśnień w Głownie – w pow. zgierskim w woj. łódzkim przy ulicy Kolejowej i Myśliwskiej obok dworca kolejowego.
Wieża została wybudowana ok. 1903 roku i należała do linii dawnej Kolei Warszawsko-Kaliskiej. Wieża ma ok. 19 m wysokości. Jest objęta ochroną konserwatorską i wpisana do gminnej ewidencji zabytków.

## Architektura
Budynek murowany z cegły ceramicznej pełnej, stropy poszczególnych kondygnacji z desek na belkach stalowych. Dach konstrukcji drewnianej kryty papą. Drzwi wejściowe stalowe, schody zewnętrzne i wewnętrzne stalowe, stolarka okienna drewniana. W którego górnej części, pod dachem znajduje się zbiornik na wodę o pojemności ok. 15 m³. Obiekt objęty ochroną konserwatorską na podstawie ustaleń, wpisana do gminnej ewidencji zabytków.